# Werner Friedrichs

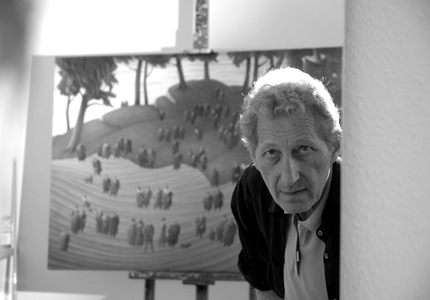
Werner Friedrichs, Porträt im Atelier, 2007

Werner Friedrichs (* 2. Dezember 1936 in Detmold) ist ein zeitgenössischer deutscher Maler und Grafiker. Sein  Werk umfasst Bleistift- und Federzeichnung, Pastell, Aquarell, Ölmalerei, Radierung und Steindruck. Er arbeitet in figürlicher Manier.

## Leben
Nach dem Abitur 1956 in Detmold studierte Werner Friedrichs von 1956 bis 1960 Malerei und Grafik an den Hochschulen für bildende Künste in Hamburg und Berlin. Parallel zu Auftragsarbeiten im grafischen Bereich entwickelte er seinen zeichnerischen und malerischen Stil. Der ersten Ausstellung in der Galerie Altschwager 1974 in Hamburg folgten Einzel- und Gruppenausstellungen deutschlandweit.

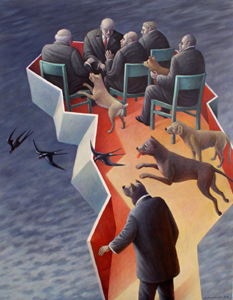
Stunde der Hunde, Öl auf Leinwand, 80 × 100 cm

## Werk
Werner Friedrichs hat eine eigene Bildsprache entwickelt. „In seinen Kompositionen stellt er meist verschiedene figurale Motive in eine Form der Kommunikation miteinander, die von intensiv bis verstörend alle Facetten enthalten kann. Menschen und Tiergestalten, bevorzugt Vögel, tauchen in unterschiedlicher Absicht auf. Sie erscheinen entfremdet, maskenhaft, typisiert oder gar skulptural, wie erstarrt. Die oftmals verzerrte Perspektive von Motiv und Hintergrund trägt maßgeblich zum Eindruck der Verfremdung bei. Diese in altmeisterlich anmutender Malweise entstandenen Werke enthalten neben der nicht immer sofort erkennbaren Lust zur Verfremdung häufig Momente der Überraschung, die Friedrichs auch immer wieder mit einer humoristischen Note zu akzentuieren weiß.“
(Susanne Geese, Kunsthistorikerin, viakultura)

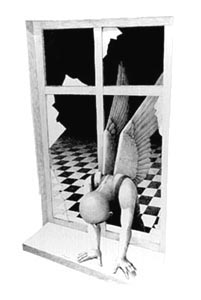
Ikarus, Steindruck, 38 × 69 cm, Auflage 30

Ein Blick auf das Werk von Werner Friedrichs zeigt: „Ihm sind alle Techniken, alle Materialien zur Hand. Von der flüchtigen Skizze, Beobachtungen des Alltags einfangend, der minuziös ausgeführten Bleistift- oder Federzeichnung, von Aquarell und Tempera über die Druckgrafik bis zu den farblich hintergründig abgestuften Ölstücken auf Leinwand breitet er seine Weltsicht aus. Eine Welt-Sicht, die Weit-Sicht und Tiefen-Sicht offenbart. Surreal, so könnte oberflächlich betrachtet sich eine Schublade für seine Arbeit anbieten. Wenn schon, dann sei er eher als Realist zu betrachten, sagt Friedrichs. Dem Realen verpflichtet ist seine Technik. (…)“
Die Titel, die Werner Friedrichs seinen Bildern gibt, setzen Assoziationen frei – so wie seine Arbeiten oft aus Assoziiertem heraus entstehen. Eindrücke, innere Bilder, lange gespeichert, brechen sich Bahn. Nicht selten sucht dann Archetypisches aus dem Langzeitgedächtnis der Menschheit seinen Ausdruck. Heimliche Anspielungen, Zwischentöne, Anklänge, wie sie zuhauf auftauchen, werden da unheimlich. Unheimlich wie das wiederkehrende Motiv der augenlosen, nicht sehenden Brille, der blanken Kugelköpfe, der zeichenhaft ins Menschliche einmontierten Elemente aus Fauna und Flora.
(Herbert Glossner, freier Kulturjournalist)

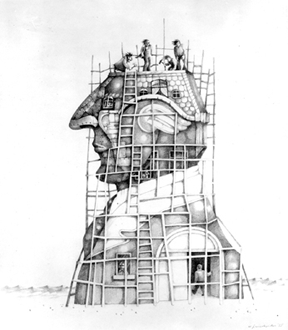
Der Denkmalschützer, Bleistiftzeichnung, 1977, 32 × 40 cm

Der Kunsthistoriker Peter Dering nennt Werner Friedrichs einen verrätselnden Fabulierer.
Pathos ist seine Sache nicht. Parteinahme auch nicht. Aber das, was sich in seinen Gemälden abspielt, was da gespielt wird, ist sicherlich zeittypisch, hätte nicht in anderen Epochen so gesehen und gemalt werden können. (…) Schaut man sich Friedrichs Werk als Ganzes an, merkt man, höchst überrascht, dass es keinerlei Wiederholungen gibt.  Ganz selten einmal finden sich vergleichbare Details im Bildaufbau, ansonsten wird jedes Bild völlig neu konzipiert. Nicht nur inhaltlich, sondern auch von der Komposition her. Immer wieder ein Neubeginn. Übergreifende Gemeinsamkeiten finden sich auf der stilistischen Ebene. Ein Bild von Friedrichs wird man unter diesem Aspekt immer erkennen. In seinen Farbbeziehungen, in den deutlich voneinander geschiedenen Raumebenen, in der Linienführung. Aber auch in dem Künstlichen der gemalten Schauplätze. In ihre Kühle, in der keine diffusen Farbschleier wogen. Die Klarheit der Situationen ist aber, inhaltlich gesehen, nur eine scheinbare. Wir erblicken immer wieder präzise konstruierte, in der Aussage hingegen sehr unbestimmte, mehrdeutige Arrangements, in denen es nichts Nebensächliches gibt.

### Steindruck/Lithographie
Alle Steindrucke entstanden bei verschiedenen Arbeitsaufenthalten zwischen 1985 und 1999 in der  Künstlerwerkstatt Kätelhön Druckgrafik am Möhnesee.

## Einzelausstellungen
- 1974: Galerie Altschwager, Hamburg
- 1974: Galerie im Zimmertheater, Münster
- 1976: Lippische Gesellschaft für Kunst e. V., Detmold
- 1977: Norderstedter Kunstverein e. V., Norderstedt
- 1977: Galerie Alfermann, Solingen
- 1978: Galerie Pariser Straße, Berlin
- 1979: Galerie Marsyas, München
- 1979: Galerie Rolandshof, Remagen-Rolandseck
- 1980: Galerie Alfermann, Solingen
- 1981: Galerie Rolandshof, Remagen-Rolandseck
- 1981: Galerie Strompen, Berlin
- 1983: Galerie Rolandshof, Remagen-Rolandseck
- 1983: Galerieverein Blankenese, Hamburg
- 1984: Galerie Alfermann, Solingen
- 1984: Deutsches Allgemeines Sonntagsblatt, Hamburg
- 1986: Galerie Rolandshof, Remagen-Rolandseck
- 1986: Galerie Bollhagen, Worpswede
- 1988: Kunstverein Oerlinghausen
- 1988: Galerie Preuss, Hamburg
- 1993: Galerie Walter Ehrler, Frankfurt/M.
- 1995: Galerie Walter Ehrler, Frankfurt/M.
- 1996: Amsa-Galerie, Hamburg
- 1999: Europäisches Kulturzentrum/Galerie Villa Rolandseck, Remagen-Rolandseck
- 2003: Galerie Walter Ehrler, Frankfurt/M.